# The Tornadoes
För den brittiska instrumentala musikgruppen, se The Tornados.
The Tornadoes var ett amerikanskt surfrockband, bildat i Redlands, Kalifornien under tidigt 1960-tal. Bandets originaluppsättning bestod av bröderna Gerald (basgitarr) och Norman "Roly" Sanders (gitarr), deras kusin Jesse Sanders (gitarr) samt Leonard Delaney (trummor), avliden 5/10 2014, 71 år.
Deras låt "Bustin' Surfboards" från 1962 var en av de första inom den instrumentella surfmusiken  som blev en hit och blev samtidigt ett av de tidigaste exemplen på genren. "Bustin' Surfboards" karakteriseras av bakgrundsljudet av vågor som löper genom hela låten. Quentin Tarantino använde låten i filmen Pulp Fiction.
Från 1962 var Frank Zappa ljudtekniker vid 10 inspelningar (Zappas första uppdrag som ljudtekniker i PAL Studios) med The Tornadoes. Bandet spelade vid Zappanale nummer 15 i Bad Doberan i Tyskland.

## Diskografi (urval)
Album
- 1963 – Bustin' Surfboards
- 1998 – Bustin' Surfboards '98 (med en ny version av titelspåret och 13 andra låtar)
- 1999 – Beyond the Surf: The Best of the Tornadoes (samlingsalbum)
- 2005 – Now and Then (samlingsalbum)
- 2006 – Charge of the Tornadoes (samlingsalbum med remixar och outgivet material)

Singlar
- 1962 – "Bustin' Surfboards" / "Beyond the Surf"
- 1962 – "The Gremmie Pt. 1" / "The Gremmie Pt. 2" ( som The Hollywood Tornadoes)
- 1963 – "Moon Dawg" / "The Inebriated Surfer" (som The Hollywood Tornadoes)
- 1963 – "Phantom Surfer" / "Shootin' Beavers"
- 1964 – "Phantom Surfer" / Lightnin'"  ("Lightnin'" är en instrumentalversion av låten "Shootin' Beavers" som bojkottades av radio/TV)[2]
- 2000 – "The Swag" / "Rawhide"